# 偵察
偵察（英語：reconnaissance），原本是軍事術語，指「利用目視觀測或其他偵測方法，以獲取有關之敵情、天然及地形等情報資料，以為作戰及戰鬥指導之依據。」
中國古時之於偵察的同義字很多，如「詗」、「瞷」、「候」、「覘」、「斥」等；而對於負責偵察的人員也有多種不同稱呼，如「探馬」、「哨探」、「斥候」等。

## 獲得情報的方法

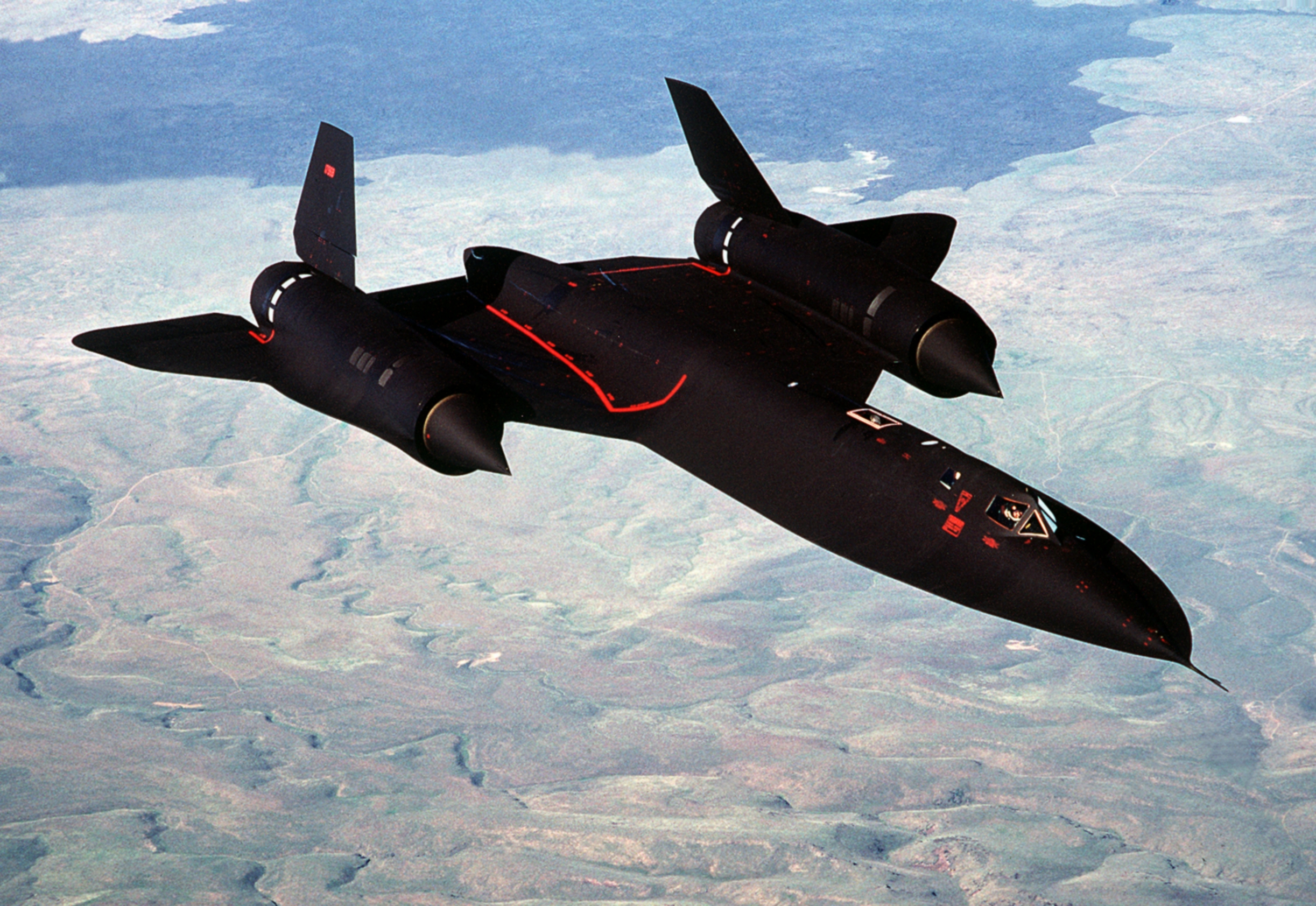
SR-71A

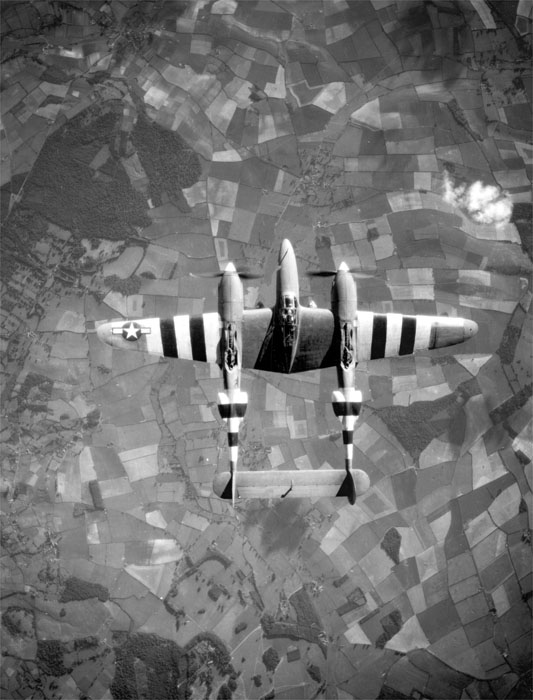
1944年，一架繪有進攻條紋的P-38閃電式戰鬥機，正在執行空照偵察任務。

偵察的手段不外乎潛入、自友軍獲得情報兩大項。現代戰爭中，由於軍事科技的進步，又可細分成以下方法：
- 先遣偵察（advance reconnaissance）：指先派遣偵察員，於大部隊未到達預定作戰目標區域前潛入偵察。其下又可再分出兩棲偵察（英语：Amphibious reconnaissance），即派遣受過兩棲作戰訓練的人員偵察；武裝偵察則是派遣一個小組，並配備一定火力，藉由戰術運用，以獲得敵方情報。
- 雷達偵察
- 海上偵察
- 空中偵察（英语：Aerial reconnaissance）：指搭乘航空器，偵察員對目標區域進行目視或拍照偵察，近來的趨勢為使用無人機偵察，另可參見第二次世界大戰的空中偵察（英语：Aerial reconnaissance in World War II）。
- 高空偵察：指使用高空載具（如SR-71）進行偵察的行動。
- 太空偵察：即使用如間諜衛星一類的航天器進行偵察的行動。
- 電子攔截偵察（electronic reconnaissance）

## 依照任務目標分類

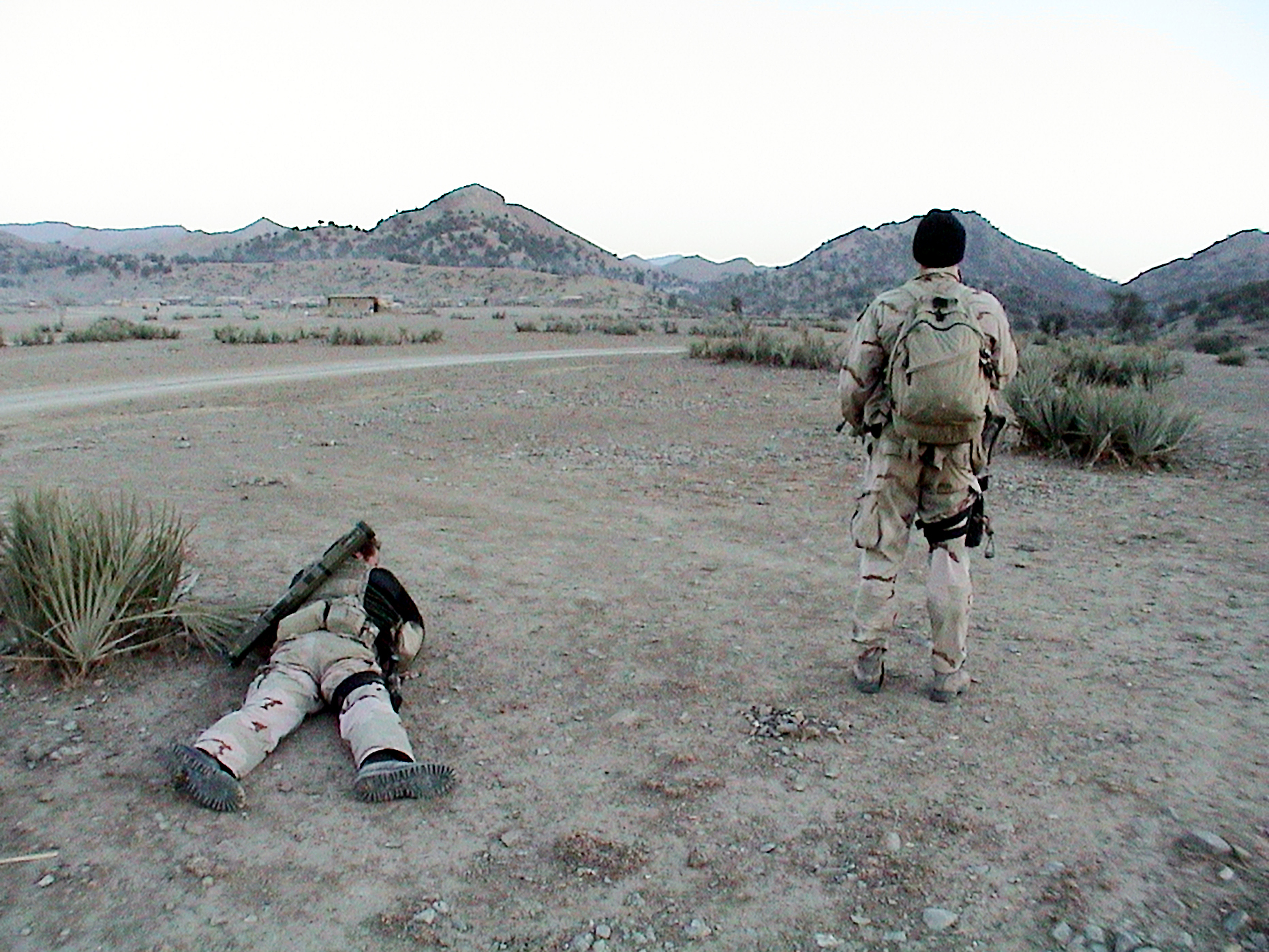
2002年1月26日，美國海軍海豹部隊在阿富汗東部一處懷疑可能存在基地組織和塔利班勢力的區域進行特種偵察。

現代作戰已經走向小組分工合作，故每個偵察組（隊）可能被賦予的內容不同。
- 水道偵察（hydrographic reconnaissance）：參見水文調查（英语：Hydrographic survey）。
- 行軍偵察
- 雷區偵察
- 攻擊後偵察
- 陣地偵察
- 路線偵察
- 特殊偵察（特種偵察）
- 水源偵察
- 氣象偵察
- 地面偵察（英语：Terrestrial reconnaissance）
- 工兵偵察（英语：engineer reconnaissance）

## 偵察手段
- 目視偵察
- 偽裝偵察照相
- 偵察射擊
- 偵察照明彈
- 低飛偵察
- 電視偵察：指使用迷你攝影鏡頭拍攝目標
- 偵察衛星

## 偵察載具

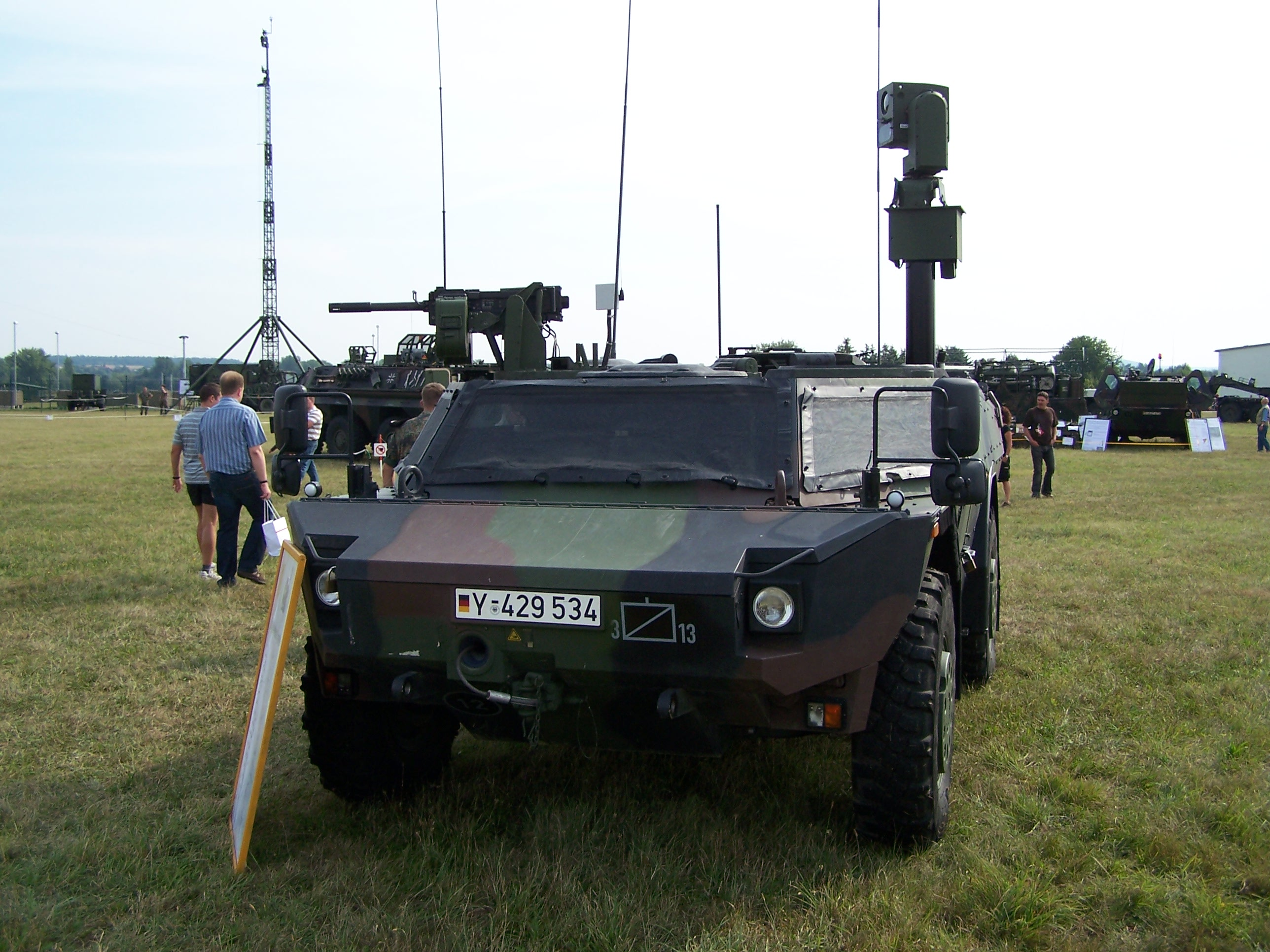
德國陸軍的裝甲偵察車

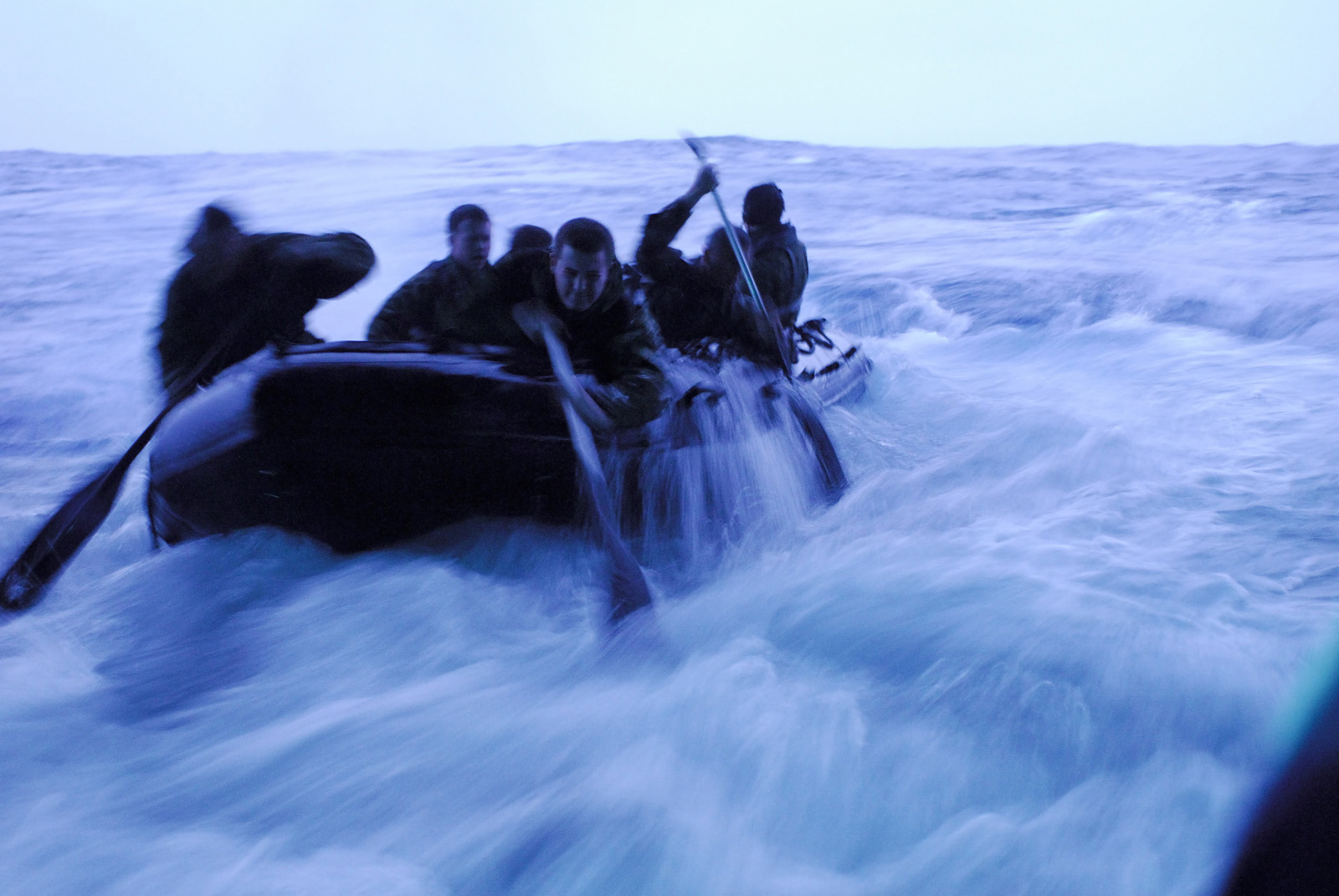
2008年二月9日，在日本沖繩使用兩棲突擊偵察艇進行訓練的美國海軍陸戰隊員

- 偵察舟（艇）
- 偵察車（英语：Reconnaissance vehicle）：如裝甲偵察
- 偵察機
- 偵察直昇機
- 偵察巡洋艦
- 偵察潛艇

## 偵察訓練
- 兩棲偵察演習
- 空中偵察演習

## 與『偵查』的異同
在軍事用語中，偵察的本義是偵測與探察；而在刑事司法方面，侦查為偵知與調查。两者雖是相似詞，但內涵不同，現代多有混用情形。

### 引用
1. ↑  A Dictionary of Aviation, David W. Wragg. ISBN 0850451639 / ISBN 9780850451634, 1st Edition Published by Osprey, 1973 / Published by Frederick Fell, Inc., NY, 1974 (1st American Edition.), Page 222.
2. ↑  摘自中華民國國軍的《國軍軍語釋要》。
3. ↑  《說文解字》：「候，司望也。」

### 來源
- 國軍簡明美華軍語辭典（页面存档备份，存于）
- 教育部重編國語辭典修訂本（页面存档备份，存于）
- 《美国陆军炮位侦察雷达发展研究》，肖咏捷，中国工程技术信息网，2008.
- 《光学成像侦察卫星威胁评估方法》，国防科技大学学报，2012.
- 無人氣象飛機 - 台灣大百科全書Encyclopedia of Taiwan （页面存档备份，存于）
- 《战术互联网侦察技术研究》，汤少钰，西安电子科技大学，2009.
- 《水霧在發展軍事遮蔽應用之研析》，陸軍軍官學校，劉選吉、丁治豪，2010.
- 《C4ISR系統模擬分析與研究》，黃俊堯、薛中興、董明智、李銘哲，國防大學管理學院.